# Aquilegia vicaria
Aquilegia vicaria är en ranunkelväxtart som beskrevs av Sergej Arsenjevitj Nevskij. Aquilegia vicaria ingår i släktet aklejor, och familjen ranunkelväxter. Inga underarter finns listade i Catalogue of Life.